# Gretchen Fraser
Gretchen Fraser (* 11. Februar 1919 in Tacoma, Washington, USA; † 17. Februar 1994 in Sun Valley, Idaho; gebürtig Gretchen Kunigk) war eine US-amerikanische Skirennläuferin.
Sie gewann bei den Olympischen Winterspielen 1948 in St. Moritz, die auch als Weltmeisterschaften zählten, die Goldmedaille im Slalom. Damit war sie die erste US-Amerikanerin im alpinen Skisport, die eine Goldmedaille im Skilaufen gewann. In der Kombination konnte sie die Silbermedaille gewinnen. Sie war bei ihrem Olympiaauftritt, den sie in langen Zöpfen vollzog, bereits verheiratet.

In den 1930er und 1940er Jahren hatte sie als Ski-Stuntfrau, beispielsweise für Sonja Henie in den Filmen Thin Ice und Adoptiertes Glück (Sun Valley Serenade), gearbeitet. 1960 wurde Fraser in die National Ski Hall of Fame aufgenommen.

## Olympische Ergebnisse
- St. Moritz 1948: 1. Slalom, 2. Kombination, 13. Abfahrt